# Dãy núi Mangfall
Dãy núi Mangfall là phần cực đông của Bayerische Voralpen, thuộc dãy Alps Đá vôi phía Bắc. Nó được đặt tên theo sông Mangfall, với các phụ lưu Rottach, Weißach, Schlierach và Leitzach, tạo thành một hồ chứa nước uống quan trọng cho München.

## Địa lý

### Vị trí địa lý
Vùng núi được giới hạn ở phía tây bởi thung lũng Isar, ở phía đông là thung lũng Inn và ở phía nam là dãy núi Brandenberger Alps (Rofan). Các chân núi của dãy Alps nối với phía bắc của Dãy núi Mangfall. Khu vực này có diện tích 752,40 km² .
Dãy núi Mangfall được phân chia thành Vùng núi Tegernsee (từ Isar đến Tegernsee - Rottach - Weisse Valepp), Vùng núi Schliersee (tới Thung lũng Leitzach) và nhóm núi Wendelstein (giữa Thung lũng Leitzach, Thung lũng Urprung và Inntal).
Trọng tâm là Huyện Miesbach. Ở phía tây, các xã Lenggries và Gaißach trong huyện Bad Tölz có một phần trong Dãy núi Mangfall. Ở phía đông, huyện Rosenheim có một phần.

### Đỉnh núi
Đỉnh cao nhất của dãy núi Mangfall là Hintere Sonnwendjoch, nằm ở Tyrol, cao 1.986 m. Đỉnh cao nhất trong lãnh thổ Bayern là Rotwand với 1.884 m trên mực nước biển, một trong những ngọn núi địa phương được ưa chuộng nhất đối với cư dân Munich bất cứ mùa nào. Wendelstein cách Rotwand vài km về phía đông bắc, nhưng bị ngăn cách với thung lũng Leitzach. Brünnstein là một điểm đến nổi tiếng cho các chuyến du ngoạn. Các đỉnh núi leo núi phổ biến là Ruchenköpf, Roßstein và Buchstein và Plankenstein.
Các đỉnh của Dãy núi Mangfall được liệt kê dưới đây, được sắp xếp theo độ cao tính bằng mét (m) so với mực nước biển:
- Hinteres Sonnwendjoch (1986 m), Vùng Kufstein (Tirol)
- Rotwand (1884 m), Huyện Miesbach
- Hochmiesing (1883 m), Huyện Miesbach
- Halserspitz (1862 m), Huyện Miesbach
- Großer Traithen (1852 m), Huyện Rosenheim/Huyện Miesbach
- Wendelstein (1838 m), Huyện Miesbach/Huyện Rosenheim
- Risserkogel (1826 m), Huyện Miesbach
- Schinder (1808 m), Huyện Miesbach
- Ruchenköpfe (1805 m), Huyện Miesbach
- Plankenstein (1768 m), Huyện Miesbach
- Aiplspitz (1759 m), Huyện Miesbach
- Jägerkamp (1746 m), Huyện Miesbach
- Lacherspitze (1724 m), Huyện Rosenheim
- Wallberg (1722 m), Huyện Miesbach
- Wildalpjoch (1720 m), Huyện Rosenheim
- Trainsjoch (1708 m), Huyện Miesbach
- Setzberg (1706 m), Huyện Miesbach
- Roß- und Buchstein (1698 m und 1701 m), Huyện Miesbach
- Brecherspitz (1683 m), Huyện Miesbach
- Bodenschneid (1669 m), Huyện Miesbach
- Hirschberg (1668 m), Huyện Miesbach
- Breitenstein (1622 m), Huyện Rosenheim
- Brünnstein (1619 m), Huyện Rosenheim
- Rinnerspitz (1611 m), Huyện Miesbach
- Stolzenberg (1609 m), Huyện Miesbach
- Schildenstein (1613 m), Huyện Miesbach
- Auerkamp (1607 m), Huyện Bad  Tölz
- Fockenstein (1564 m), Huyện Bad Tölz
- Wasserspitz (1552m), Huyện Miesbach
- Stümpfling (1506 m), Huyện Miesbach
- Geierstein (1491 m), Huyện Bad Tölz
- Rainerkopf (1463 m), Huyện Miesbach
- Leonhardstein (1452 m), Huyện Miesbach
- Baumgartenschneid (1448 m), Huyện Miesbach
- Jackel (1412 m) Huyện Rosenheim
- Dümpfel (1354 m), Huyện Rosenheim
- Rehleitenkopf (1338 m), Huyện Rosenheim
- Großer Riesenkopf (1337 m), Huyện Rosenheim